# Acutiserolis spinosa
Acutiserolis spinosa là một loài chân đều trong họ Serolidae. Loài này được Kussakin miêu tả khoa học năm 1967.